# 이시이촌 (에히메현)
이시이촌(石井村)은 에히메현 온센군에 설치된 촌이다.